# Achelia vulgaris
Achelia vulgaris is een zeespin uit de familie Ammotheidae. De soort behoort tot het geslacht Achelia. Achelia vulgaris werd in 1861 voor het eerst wetenschappelijk beschreven door Costa. 